# Heraeus triguttatus
Heraeus triguttatus är en insektsart som först beskrevs av Guérin-Méneville 1857.  Heraeus triguttatus ingår i släktet Heraeus och familjen Rhyparochromidae. Inga underarter finns listade i Catalogue of Life.